# Freie-Partie-Europameisterschaft der Junioren 1985/86

Logo CEB (ausrichtender Verband)

Die Freie-Partie-Europameisterschaft der Junioren 1985 war das 10. Turnier in dieser Disziplin des Karambolagebillards und fand vom 14. bis zum 17. November 1985 in Vejle statt. Die Meisterschaft zählte zur Saison 1985/86.

## Geschichte
Bei seiner zweiten Teilnahme gewann Dick Jaspers, punktgleich mit den nächsten drei Spielern, aber aufgrund des besseren GD zum zweiten Mal den Titel des Junioren-Europameisters in der Freien Partie vor Titelverteidiger Fabian Blondeel und dem Bottroper Jörg Morawski.

## Modus
Gespielt wurde in einer Finalrunde „Jeder gegen Jeden“ bis 300 Punkte.
1. MP = Matchpunkte
2. GD = Generaldurchschnitt
3. HS = Höchstserie

## Finalrunde
| MP    | Match Points (Sieger = 2; Unentschieden = 1; Verlierer = 0) |
| Pkte. | Erzielte Karambolagen                                       |
| Aufn. | Benötigte Versuche                                          |
| GD    | Generaldurchschnitt                                         |
| BED   | Bester Einzeldurchschnitt eines Spielers                    |
| HS    | Höchstserie                                                 |
|       | Bester GD des Turniers                                      |
|       | Bester ED des Turniers                                      |
|       | Beste HS des Turniers                                       |
|       | 1. Platz (Gold)                                             |
|       | 2. Platz (Silber)                                           |
|       | 3. Platz (Bronze)                                           |

| Platz                      | Name            | MP   | Pkte | Aufn. | GD    | BED    | HS  |
| -------------------------- | --------------- | ---- | ---- | ----- | ----- | ------ | --- |
| 1                          | Dick Jaspers    | 10:4 | 1815 | 24    | 75,62 | 300,00 | 300 |
| 2                          | Fabian Blondeel | 10:4 | 1797 | 27    | 66,55 | 150,00 | 300 |
| 3                          | Jörg Morawski   | 10:4 | 1750 | 34    | 51,47 | 150,00 | 300 |
| 4                          | Eric Agnello    | 10:4 | 1517 | 50    | 30,34 | 75,00  | 142 |
| 5                          | Stephan Horvath | 8:6  | 1707 | 33    | 51,72 | 150,00 | 292 |
| 6                          | Christ Calemein | 6:8  | 1447 | 53    | 27,30 | 50,00  | 256 |
| 7                          | Daniel Nielsen  | 2:12 | 779  | 69    | 11,28 | 11,11  | 88  |
| 8                          | Jesper Larsen   | 0:14 | 364  | 74    | 4,91  | -      | 42  |
| Turnierdurchschnitt: 30,70 |                 |      |      |       |       |        |     |